# Yahoo! Search
Yahoo! Search це пошуковик, який належить компанії Yahoo!, зі штаб-квартирою в Каліфорнії (США). На початок 2015-го року третій найбільший пошуковик у США, після Google та Bing.
З самого початку роботи пошуковик не виконував операцій збору та індексування, а використовував інші сервіси, зокрема в 2001-му році використовувався пошуковий індекс від Inktomi, потім від Google до 2004-го, коли Yahoo! Search став незалежним. 29 липня 2009-го року, Microsoft і Yahoo! оголосили, що досягли угоди, згідно якої Yahoo! Search використовуватиме індекс від Bing.